# Tetrameristaceae
Tetrameristaceae, nevelika biljna porodica u redu vrjesolike kojoj pripadaju 3 roda s najmanje tri vrste. Porodica nosi ime po rodu Tetramerista koji je raširen po Malajskom poluotoku, Sumatri i Borneu, a pripada mu vrsta Tetramerista glabra, stablo visoko 37 m. koje služi za izradu dasaka, stupova, ograda i za ogrjev, a za njega postoje na Borneu mnogobrojni lokalni nazivi: Amat, Anat, Antuyut, Entuyut, i dr.
Ostalim vrstama i rodovima domovina je Srednja i sjeverni dio Južne Amerike. Vrsta Pelliciera rhizophoreae, jedina u svom rodu raste od Nikaragve, preko Kostarike i Paname do Kolumbije i Ekvadora. Treća vrsta Pentamerista neotropica raste u trropskim predjelima Kolumbije, Venezuele i sjevernog Brazila.

## Opis
Pripadnici triju rodova Tetrameristaceae imaju žlijezde na unutarnjim površinama čašičnih listića i samo jednu ovulu u svakom dijelu jajnika. Cvjetovi imaju samo pet prašnika. Pelliciera rhizophorae je zimzeleno drveće u vegetaciji mangrova na pacifičkoj ili, rijetko, atlantskoj obali Srednje Amerike i sjeverne Južne Amerike. Imaju duge šiljate terminalne pupove, spiralno raspoređene nazubljene listove asimetrične baze i kratke peteljke te velike cvjetove u pazušcima listova. Izraziti su i veliki oštro zašiljeni jednosjemeni plodovi. Sve dok nije prepoznat njegov afinitet s Tetrameristaceae, Pelliciera je bila vlastita porodica.
Druga dva roda Tetrameristaceae su prilično male drvenaste biljke. Tri vrste Tetramerista rastu u zapadnoj Maleziji. Jedna vrsta Pentamerista raste u gvajanskom gorju u Venezueli. Ovi rodovi imaju spiralne listove s kratkim peteljkama s nejasnim žilicama i rubnim žlijezdama. Tetramerista ima svjetlucave točkice na unutarnjoj površini čaške i vjenčića. Oba roda imaju mesnate plodove, koje su vjerojatno raspršile životinje.

## Rodovi
1. Pelliciera Triana & Planch. (2 spp.)
2. Pentamerista Maguire (1 sp.)
3. Tetramerista Miq. (1 sp.)